# Marc Nevens
Marc Nevens (Mortsel, 6 november 1954) is een Belgische voormalige atleet, die was gespecialiseerd in de middellange afstand. Hij nam eenmaal deel aan de Olympische Spelen en veroverde drie Belgische outdoortitels en vier Belgische indoortitels.

## Biografie
Marc Nevens is de zoon van Leon Nevens, in de jaren vijftig een van België's beste veld- en- steeplelopers. Hij is begonnen met atletiek na een laatste plaats in een scholencross in Duffel. Als zoon van een bekende loper kon hij dit niet verdragen en begon hij ook te trainen.
In 1973 kwam zijn grote doorbraak. Hij werd Belgisch kampioen op de 1500 m bij de junioren en vierde op de Europese kampioenschappen voor junioren op dezelfde afstand. Op de Olympische Spelen van 1976 in Montreal kwam hij uit op de 1500 m. In de aanloop naar de OS verbeterde hij in Stockholm het Belgisch record naar 3.36,86. Een record dat drie dagen later in Zürich verbeterd werd door zijn leeftijdsgenoot Ivo Van Damme. Door ziekte kon hij zijn kansen niet naar behoren verdedigen en werd hij in de halve finale pas achtste.
Tussen 1977 en 1979 werd hij driemaal Belgisch kampioen AC op de 1500 m. Hij nam in 1978 ook deel aan de Europese kampioenschappen. Hij werd vierde in de reeks en kwam een duizendste van een seconde te kort voor de finale. Door blessures miste hij de Olympische Spelen van 1980 in Moskou. Hij werd ook enkele malen Belgisch indoorkampioen en nam driemaal deel aan de Europese indoorkampioenschappen. Hij was ook actief als veldloper en nam in 1981 deel aan de wereldkampioenschappen veldlopen.

### Clubs
Nevens was eerst aangesloten bij SC Anderlecht, de club van zijn vader. In 1976 ging hij naar Duffel AC, de club uit zijn buurt. Na zijn carrière werd hij er trainer voor de afstandslopers.

## Belgische kampioenschappen
| onderdeel | jaar             |
| --------- | ---------------- |
| 1500 m    | 1977, 1978, 1979 |

## Persoonlijke records
| Onderdeel | Prestatie | Datum             | Plaats    |
| --------- | --------- | ----------------- | --------- |
| 800 m     | 1.47,4    | 29 juni 1977      | Helsinki  |
| 1500 m    | 3.36,86   | 5 juli 1976       | Stockholm |
| 1 mijl    | 3.58,03   | 6 augustus 1976   | Edinburgh |
| 3000 m    | 7.53,7    | 24 augustus 1978  | Merksem   |
| 5000 m    | 13.49,2   | 11 september 1975 | Brussel   |

## Palmares

### 800 m
- 1977:  BK AC - 1.51,2
- 1978:  BK AC indoor

### 1500 m
- 1973: 4e EK U20 in Duisburg - 3.47,36
- 1974:  BK AC - 3.45,6
- 1975:  BK AC
- 1976: 8e in ½ fin. OS in Montreal - 3.41,52
- 1977:  BK AC - 3.42,5
- 1978:  BK AC - 3.44,2
- 1978: 4e in reeks EK in Praag - 3.43,2
- 1978:  Memorial Van Damme - 3.38,1
- 1979:  BK AC indoor
- 1979: 5e EK indoor in Wenen - 3.45,2
- 1979:  BK AC - 3.43,6
- 1980:  BK AC indoor
- 1981:  BK AC indoor
- 1981: 7e EK indoor in Grenoble
- 1981:  BK AC - 3.45,33

### veldlopen
- 1978:  Warandeloop (Nederland)
- 1981: 43e WK in Madrid